# Seleção Cabo-Verdiana de Futebol
A Seleção Cabo-Verdiana de Futebol representa Cabo Verde nas competições de futebol da FIFA e da CAF. Ela também é afiliada à WAFU.

## História
Seu primeiro título foi a Taça Amílcar Cabral de 2000. Nesta mesma competição, foi vice-campeão em 1991 e 2007; terceiro colocado em 1989 e 1995 e quarto colocado em 1981, 1982 e 1985. Conquistou a medalha de ouro nos Jogos da Lusofonia de 2009. Também obteve uma medalha de bronze nos Jogos da Lusofonia de 2006. Nos Jogos da CPLP obteve a medalha de prata, em 2010.
No dia 14 de outubro de 2012, a Seleção alcançou um facto histórico, qualificando-se pela primeira vez ao Campeonato Africano das Nações, competição de maior renome da CAF, e a uma fase final de uma competição internacional ao comando do treinador Lúcio Antunes, num jogo disputado com a equipa dos Camarões, em Yaoundé.
Apesar da derrota na 2º mão em Yaoundé por 2-1 consentida nos últimos minutos, os "Tubarões Azuis" beneficiaram da vitória alcançada em casa no estádio da Várzea por 2-0. É de realçar que o golo apontado em Yaoundé foi do jogador Héldon, através da marcação de um livre direto.
Em 2024, a seleção supera a campanha de 2013 e faz a sua melhor campanha no Campeonato Africano das Nações. Ao comando do treinador Bubista, a seleção qualificou-se para o torneio, foi sorteada no pote 3 e ficou no Grupo B, junto com Gana, Egito e Moçambique. Estreou no dia 14 de janeiro, onde, surpreendentemente, venceu Gana por 2-1. Na rodada seguinte, aplicou uma goleada de 3-0 em Moçambique, garantindo a classificação direta no grupo, e por fim, empatando com Egito por 2-2, terminando como líder do grupo, obtendo 7 pontos. Nos Oitavos de Final, enfrentou a Mauritânia que também foi uma surpresa por ter eliminado a Argélia na fase de grupos. Durante a partida, aos 87 minutos, o goleiro mauritano Babacar Niasse comete uma penalidade, e Ryan Mendes converte, decretando a classificação por 1-0 dos "Tubarões Azuis". Nos Quartos de Final, enfrentaram a África do Sul em uma partida que durou 120 minutos sem golos. No momento das penalidades, o guarda-redes sul-africano Ronwen Williams também fez história e defendeu 4 de 5 cobranças cabo-verdianas, culminando na eliminação da seleção através das grandes penalidades. Apenas Bryan Teixeira conseguiu converter a única cobrança para Cabo Verde. A disputa por pênaltis terminou em 2-1, terminando assim a campanha histórica.

### Ranking da FIFA
Em março de 2016, Cabo Verde tornou-se a melhor seleção africana na classificação da FIFA, ocupando a 31ª posição. Esta foi a primeira vez que os "Tubarões Azuis" alcançaram o topo do ranking do continente. No entanto, a melhor posição histórica na tabela foi o 27º posto, em fevereiro de 2014.

## Títulos
| CONTINENTAIS | CONTINENTAIS        | CONTINENTAIS | CONTINENTAIS |
|              | Competição          | Vezes        | Ano          |
| ------------ | ------------------- | ------------ | ------------ |
|              | Taça Amílcar Cabral | 1            | 2000         |

### Outras conquistas
- Jogos da Lusofonia: medalha de ouro - 2009

### Campanhas de destaque
- Jogos da Lusofonia
  - medalha de bronze: 2006

- Taça Amílcar Cabral
  - 2.º lugar - 1991, 2007
  - 3.º lugar - 1989, 1995
  - 4.º lugar - 1981, 1982, 1985

- Jogos da CPLP
  - Medalha de prata: 2010
  - Medalha de bronze: 2014
- Campeonato Africano das Nações
  - Quartos de final : 2013, 2023
  - Oitavos de final : 2021
  - Fase de Grupos : 2015

## Recordes
- Atualizado até 10 de setembro de 2023

Jogadores em negrito ainda em atividade pela Seleção Cabo-Verdiana.
| #  | Nome            | Partidas | Gols | Em atividade |
| -- | --------------- | -------- | ---- | ------------ |
| 1  | Ryan Mendes     | 66       | 14   | 2010–        |
| 2  | Vozinha         | 64       | 0    | 2012–        |
| 3  | Babanco         | 62       | 5    | 2007–2019    |
| 4  | Stopira         | 58       | 3    | 2007–        |
| 5  | Héldon          | 52       | 15   | 2008–2019    |
| 5  | Marco Soares    | 52       | 3    | 2006–2021    |
| 5  | Fernando Varela | 52       | 3    | 2008–2019    |
| 8  | Júlio Tavares   | 48       | 8    | 2012–        |
| 9  | Lito            | 47       | 7    | 2002–2012    |
| 10 | Garry Rodrigues | 43       | 7    | 2013–        |

| # | Nome            | Gols | Partidas | Média por jogo | Em atividade |
| - | --------------- | ---- | -------- | -------------- | ------------ |
| 1 | Héldon          | 15   | 52       | 0.29           | 2008–2019    |
| 2 | Ryan Mendes     | 14   | 63       | 0.22           | 2010–        |
| 3 | Caló            | 11   | 27       | 0.41           | 1995–2007    |
| 4 | Júlio Tavares   | 8    | 48       | 0.17           | 2012–        |
| 5 | Garry Rodrigues | 7    | 43       | 0.16           | 2013–        |
| 5 | Lito            | 7    | 47       | 0.15           | 2002–2012    |
| 7 | Djaniny         | 6    | 35       | 0.17           | 2012–2020    |
| 8 | Toni            | 5    | 11       | 0.45           | 2000–2002    |
| 8 | Cafú            | 5    | 15       | 0.33           | 2003–2007    |
| 8 | Dady            | 5    | 23       | 0.22           | 2005–2012    |
| 8 | Odaïr Fortes    | 5    | 29       | 0.17           | 2010–2016    |
| 8 | Babanco         | 5    | 62       | 0.08           | 2007–2019    |

## Técnicos da Seleção
| - Carlos Alhinho (1985–1986) - Alberto Júnior (1992) - Óscar Duarte (1998–2003) - Alexandre Alhinho (2003–2006) - Zé Rui (2006) | - Ricardo da Rocha (2007) - João de Deus (2008–2010) - Lúcio Antunes (2010–2013) - Felisberto Cardoso e Men Ramires (2014, interinos) - Rui Águas (2014–2015) | - Felisberto Cardoso (2016) - Lúcio Antunes (2016–2018) - Rui Águas (2018–2019) - Janito Carvalho (2019–2020) - Bubista (2020–) |  |